# Bangor (Noord-Ierland)
Bangor is een belangrijke stad (town) in County Down, Noord-Ierland, met een bevolking van 60.060 inwoners in 2011, waarmee het een van de grootste plaatsen van Noord-Ierland is, na Newtownabbey en Belfast. Bangor ligt aan zee, in het zuiden van de Belfast Lough en maakt deel uit van de Belfast Metropolitan Area. Bangor fungeert als een forensenstad voor de streek van Groot-Belfast.
Bangor kan bogen op een lange geschiedenis. In 1949 werden zwaarden ontdekt uit de bronstijd. Bangor was tevens de locatie van een abdij, die over heel Europa bekend was en in 555 gesticht werd door de H. Comgall. De abdij viel echter ten prooi aan de verwoestingen van de Noormannen in de 8ste en de 9de eeuw. Later werd de stad een belangrijke haven, een centrum van katoenproductie en een victoriaanse en edwardiaanse vakantieverblijfplaats. Thans is het een belangrijk handelscentrum.

## Geboren
- John Parke (1937-2011), voetballer
- Evin Crowley (1945), actrice
- David Feherty (1958), professional golfer
- Stephen Martin (1959), hockeyer
- Gary Lightbody (1976), zanger, voorman van de band Snow Patrol

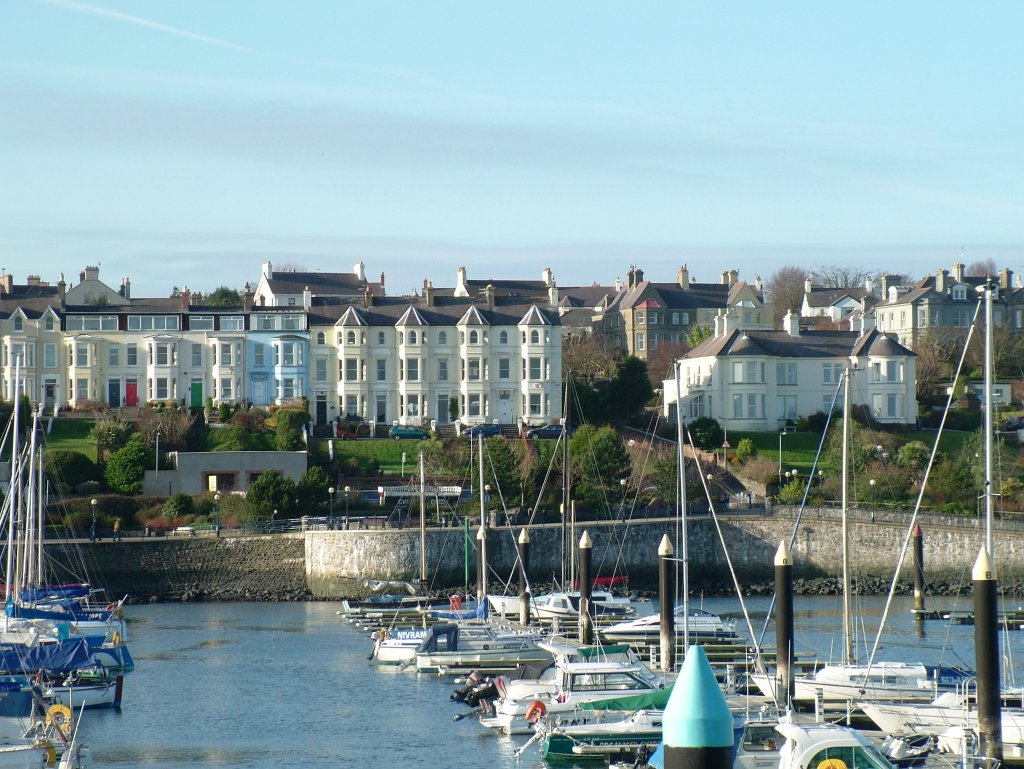
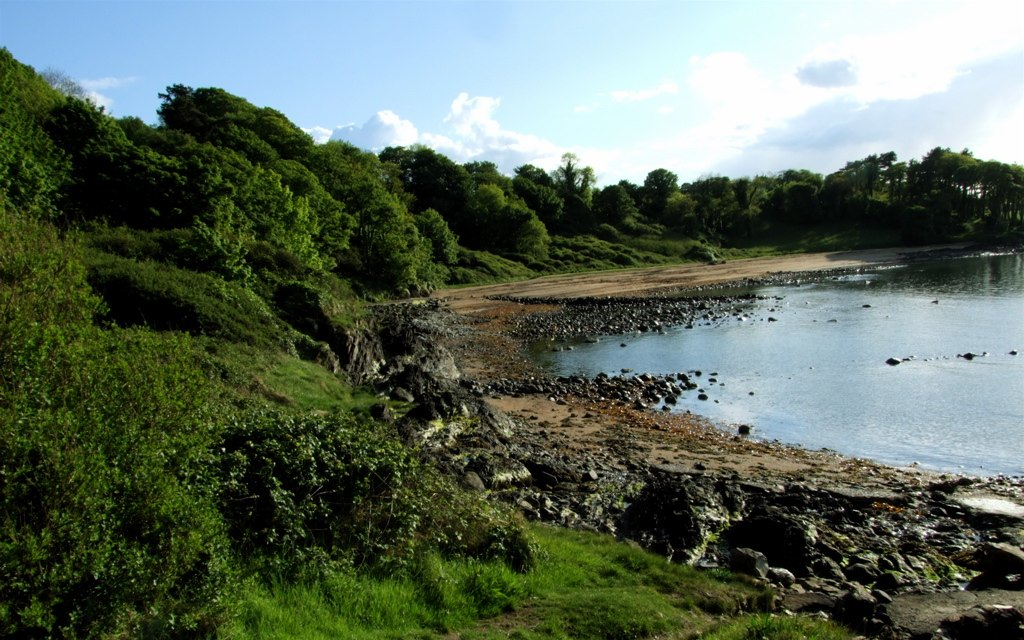
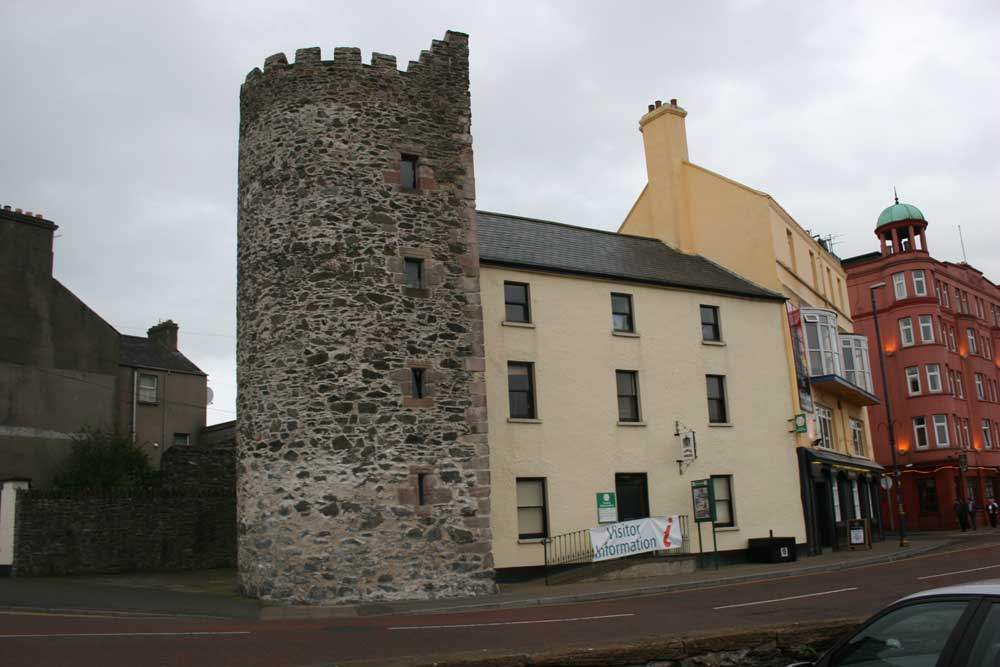
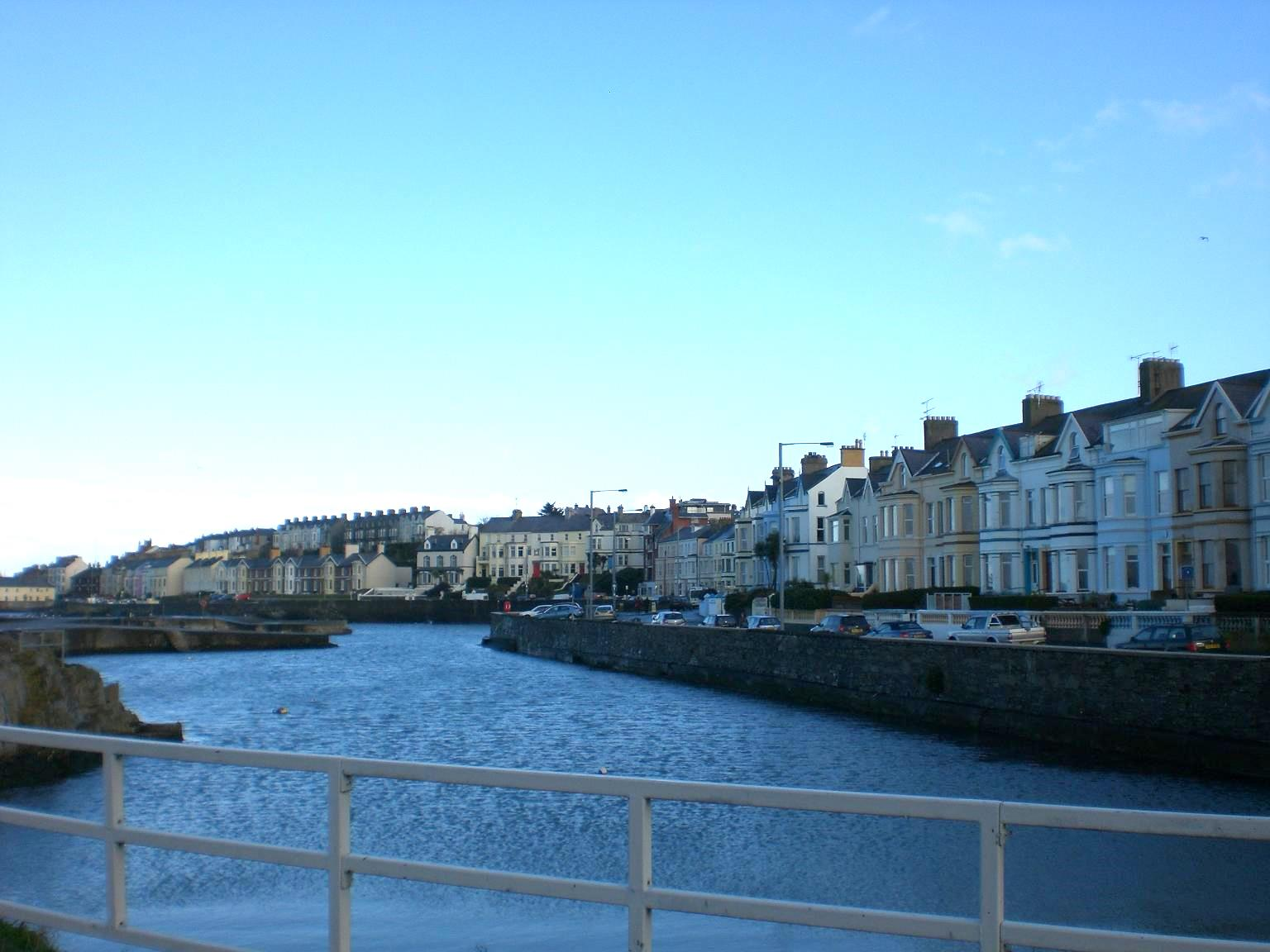
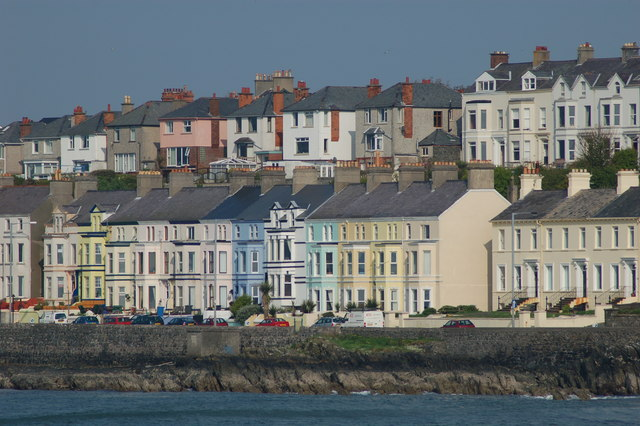
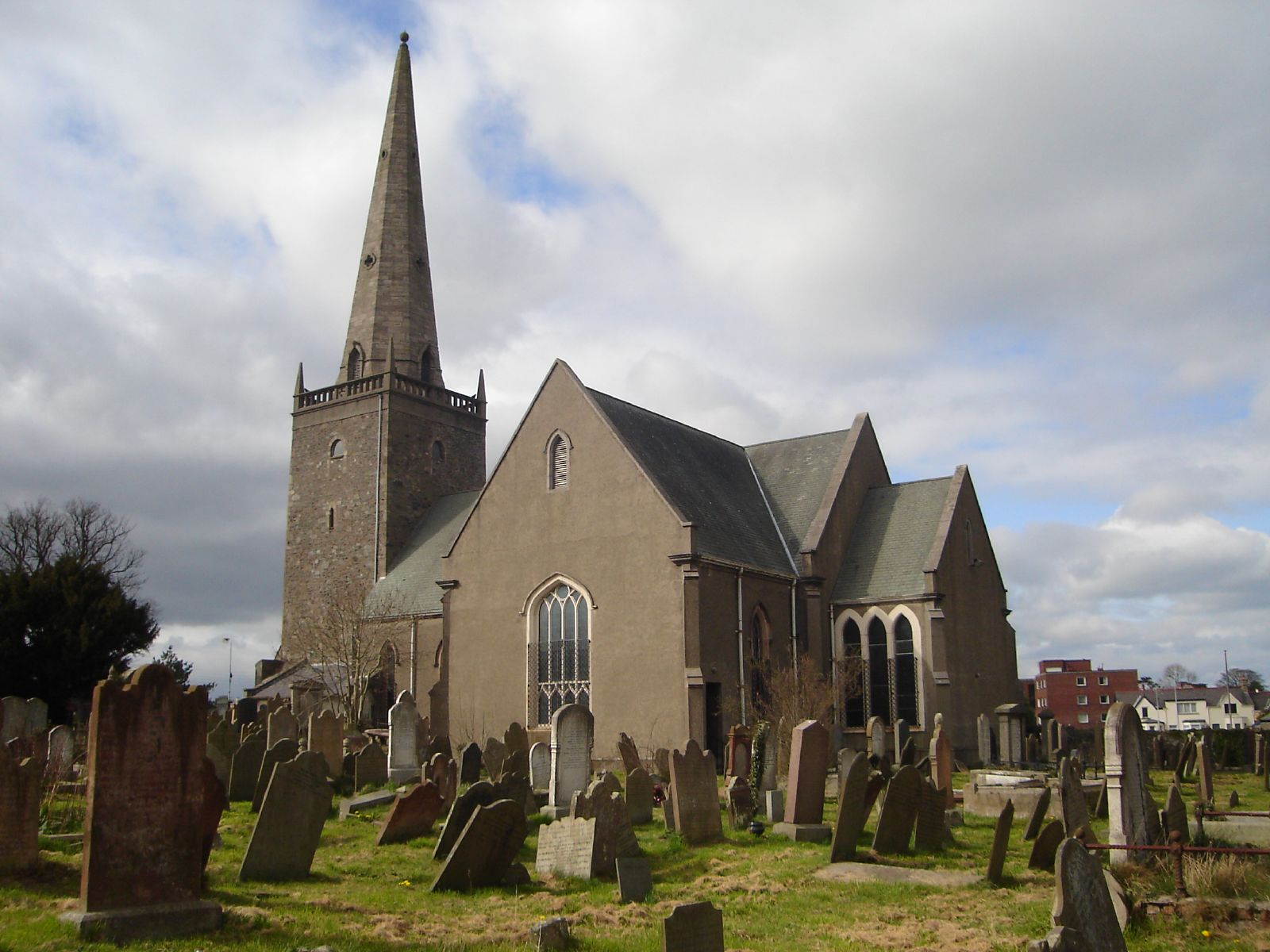

- Josh Magennis (1990), voetballer